# Фердинанд Оссендовський

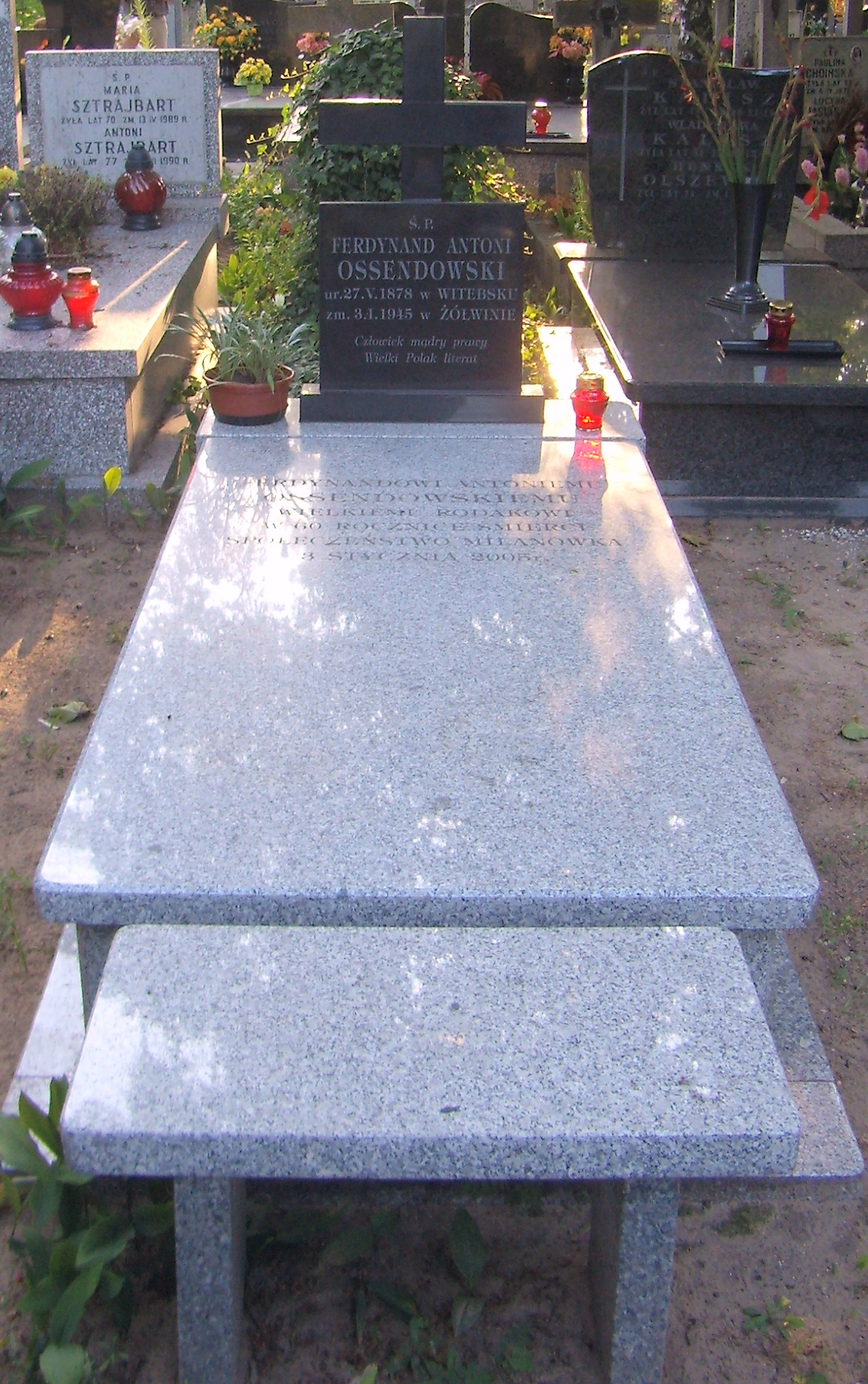
Могила письменника на кладовищі у Мілянувку

Фердина́нд Анто́ні Оссендовськи́й (пол. Ferdynand Ossendowski; 27 травня 1876, Люцин, 3 січня 1945, Гродзиськ-Мазовецький) — польський письменник, журналіст, мандрівник, за переконаннями противник комунізму, політичний, науковий і суспільний діяч, університетський викладач.

## Біографія
Син лікаря Мартина Оссендовського і Вікторії з дому Борткевич. Родина мала татарське та шляхетське, гербу Лиса, коріння. Після народження сестри Фердинанда родина Оссендовських переїхала до псковської губернії, звідки походив батько, а у 1884 році до Кам'янець-Подільського. Там молодий Оссендовський розпочав навчатись у російській гімназії, яку закінчив — після чергового переїзду — у Петербурзі. В цей час помер батько Фердинанда. Родину утримувала мати, надаючи лекції з музики, а молодий Оссендовський допомагав їй, проводячи репетиції.
Після закінчення школи вчив математично-природничі науки в Петербурзі, де став асистентом відомого біолога, професора Щепана Залевського. В той час взяв участь у наукових експедиціях на Кавказ, Дністер, Єнісей і на околиці Байкалу. Також дістався Китаю, Японії, Суматри та Індії. Враження з Індії боли основою його першого роману під назвою Хмари над Гангом.
Через участь у масових заворушеннях студентів у 1899 році мав залишити Росію. Виїхав до Парижу, де вчив Фізику та Хімію у професора Марселена Бертло в Паризькому університеті. Тут також мав можливість познайомитись з Марією Склодовською-Кюрі.
Після повернення до Росії став доцентом Технічного університету в Томську. Однак надовго на навчанні не залишився, щоб зосередитись на науковій кар'єрі; його пристрастю були подорожі. У 1905 році, після розгортання російсько-японської війни, був висланий до Маньчжурії, де проводив геологічні дослідження в пошуках необхідної сировини для армії. За організацію протестів проти російських репресій в Харбіні його було заарештовано в Королівстві Конгресовому і засуджено до смертної кари. Уникнув виконання вироку і отримав його значне пом'якшення. Потім через короткий період часу Фердинанда Оссендовського було обрано командувачем Вищого революційного комітету, який протягом певного часу займав владу в Маньчжурії. В результаті процесу, за який потім переслідувались його члени, Оссендовського було засуджено до одного з половиною року ув'язнення. Вийшов на волю у 1908 році. Видана у 1911 році книжка В людському пилу, присвячена досвіду Оссендовського в ролі в'язня, отримала схвальну оцінку між іншим Льва Толстого. У той час співпрацював з багатьма російськими газетами. Коли в 1909 році у Петербурзі почала друкуватись польськомовна «Газета Петербурзька», став її кореспондентом, а пізніше редактором.
У 1918 році залишив революційний Петербург і виїхав до Омська. У часи громадянської війни в Росії співпрацював з Білою армією; був між іншим радником адмірала Колчака. Передав на Захід так звані документи Сіссона, які виявляли, що Ленін був агентом німецької розвідки, а діяльність більшовицької партії фінансувалась за німецькі гроші. Хоча деякі джерела вважають, що ці документи сфальшовано, факт допомоги Німецького Верховного Командування Ленінові є беззаперечним.
Через те що був відомий своєю антикомуністичною позицією, після поразки Колчака розшукувався більшовицькою політичною поліцією (ВЧК). Завдяки надзвичайній здібності до пристосовувань (між іншим вільно спілкувався 7 іноземних мов, включаючи китайську і монгольську), йому вдалось залишити контрольовану більшовиками Росію і дістатись Монголії. У її столиці Урзі став радником барона Унгерна, який боровся за допомогою створеної власноруч Азіатської кінної дивізії проти більшовиків. Інформація щодо ролі, яку Оссендовський відіграв у Манголії, укриті таємницею; без сумнівів вона була істотною, однак він сам неохоче розмовляв на цю тему. Існує думка, що Оссендовський став носієм знання про величезний скарб, схований «Кривавим Бароном» Унгерном десь у монгольських степах, який мав би бути скерованим на фінансування чергової війни з комуністами.
Оссендовському світову славу принесла книжка Звірі, люди, боги, яка в 1920 і 1921 році видавалась у Нью-Йорку, в 1922 році у Лондоні, а в 1923 році у Варшаві. Також вона досягла рекордного показника перекладів на 19 мов. Оссендовський у ній описав спогади своєї втечі з Росії, яку охопив хаос революції. Опис охоплює втечу з Красноярська, який опанували більшовики, зиму в тайзі, переправу до Монголії і життя у ній біля барона Унгерна.

Повернувся до Польщі у 1922 році. У міжвоєнні часи займався літературною діяльністю, публікуючи багато романів, переважно у стилі «мандрівного романсу». Видано 77 книжок письменника, а ще 150 їх перекладів на 20 мов. Протягом певного часу належав до п'ятірки найбільш читаних письменників на світі, а його книжки порівнювювались із творами Кіплінга, Лондона і Мая. В міжвоєнні часи сукупний наклад книжок «польського Карла Мая» сягав 80 мільйонів екземплярів. З точки зору перекладів на іноземні мови, Оссендовський зайняв у той час друге місце після Генрика Сенкевича і досі нікому не вдалось його в цій категорії перевершити.
У 1936 році був відзначений Золотим Академічним Лавром Польської академії літератури «за заслуги на полі подорожньої літератури».
Під кінець окупації, у лютому 1943 року, вступив до законспірованої партії «Стронніцтво народове». Останні місяці життя провів у селі Жулвін, де 2 січня 1945 року різко став погано себе почувати, наступного дня був перевезений до шпиталю в Гродзиська Мазовецького. Там помер, просто перед входом Червоної армії, був похований на кладовищі у Міланувку. Ніколи не відкрив жодних деталей своєї політично-розвідувальної діяльності. Архів було вщент знищено перед його смертю.
Через зміст його книжки Ленін, незвичайно гострої критики революції та комунізму, після того, як росіяни зайняли Польщу, могилу Оссендовського пильно розшукували. Після його знайдення труп було ексгумовано, бо НКВС хотів упевнитись, що особистий ворог Леніна точно мертвий. Суть іншої інтерпретації цього факту в тому, що НКВД-исти шукали біля решток письменника якусь інформацію або вказівки щодо місця схову скарбу барона Унгерна.

## Пам'ять про письменника

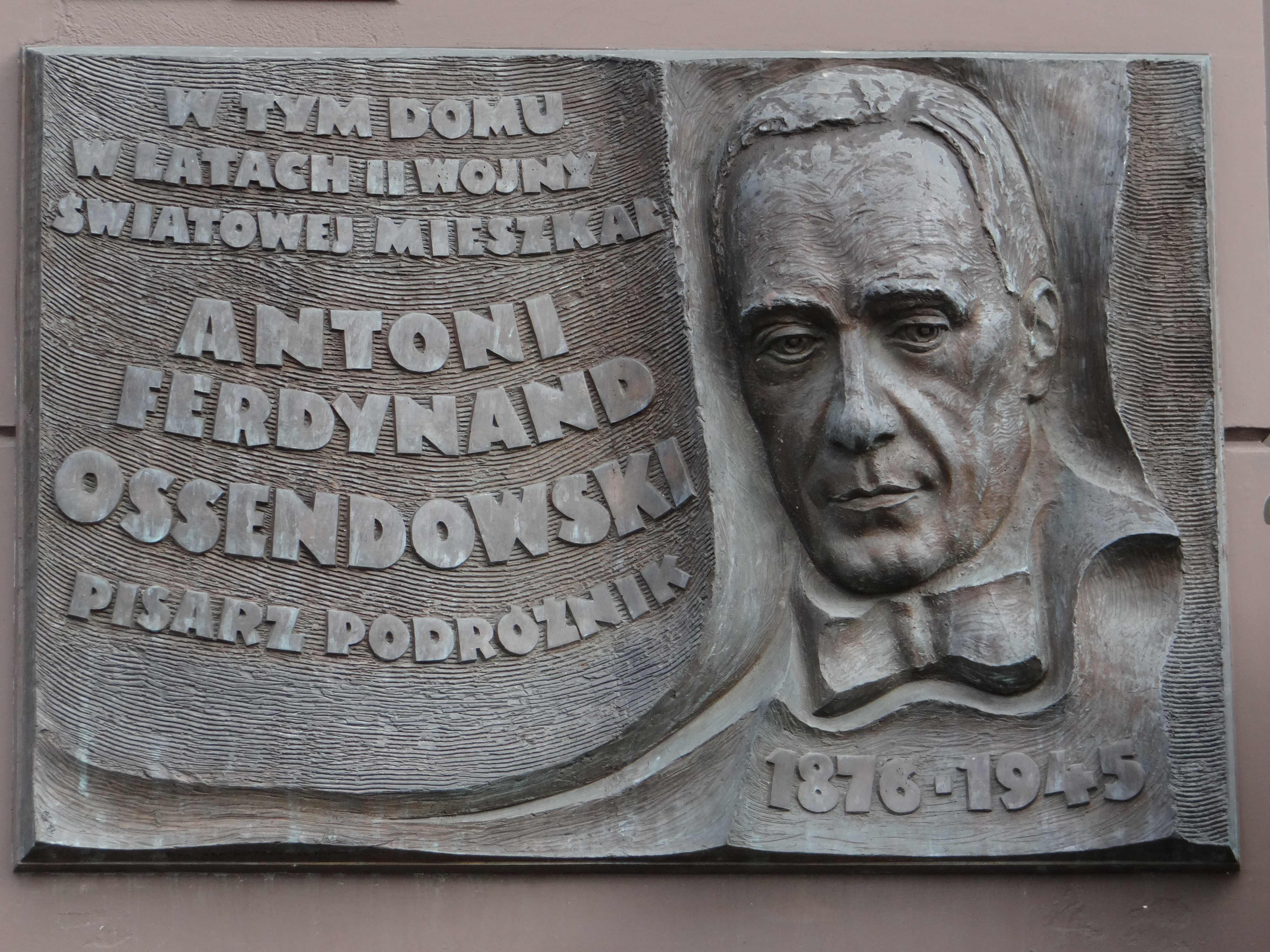

Після війни засуджений на забуття, занесений до «цензорського запису». Всі його твори, на які було накладено цензуру в 1951 році, підлягали негайному вилученню з бібліотек. Тільки з 1989 року його праці можуть бути офіціально видаваними в Польщі.

У 2004 році влада Міланувка профінансувала створення нової надгробної плити письменника на міському цвинтарі, його ім'я носить один з міських скверів. У 2006 році на домі за вулиці Груєцької 27 на варшавській Охоті, де в часи війни мешкав письменник, розміщено пам'ятну таблицю; внаслідок протестів спільноти мешканців, з таблиці було прибрано напис «антикомуніст». У 2009 році представлено пам'ятну таблицю на домі письменника в Нешаві. У Міхаліні (дільниця міста Юзефув) постає Музей польських мандрівників, який містить експозиції про подорожі письменника.

## Згадки в літературі
Герої книжки Корнелія Макушинського «Авантюри і вибрики малої мавпочки Фікі-Мікі» знаходять у пісках пустелі голову, яка виявляється закопаним «професором Оссендовським» («Відкопали якнайшвидше, до негритянського села ведуть, а там кричать — Хай живе пан професор Оссендовський»).
У повісті Петра Гібовського Асиметрія. Російська рулетка одним з героїв є Фердинанд Оссендовський, який стає головою резидентури польської розвідки в Шанхаї.

## Публікації
- Хмара над Гангом
- Ніч — Владивосток 1905
- В людському пилу
- Тінь понурого Сходу: за кулісами російського життя — Варшава 1923, Варшава 1990
- У людській і сісній кнеї — Варшава 1923
- Звірі, люди, боги або Через землю людей, звірів і богів. Кіньми через Центральну Азію — Варшава 1923, Познань 1927, Білосток 1991, ISBN 83-85183-04-3.
- Диво богині Кван-Нон: з життя Японії — Познань 1924
- Найвищий політ — «Цікаві книжки», Варшава 1923; Польське Видавництво Р. Вегнера, Познань 1929 (друге видання), 1935 (третє видання); передрук: Видавництво LTW, Ломянкі 2011, ISBN 9788375651645
- Невідомим шляхом: новели — Познань 1924,.
- За Китайською стіною — Варшава 1924
- Від вершини до безодні: спогади і замальовки — Варшава 1925
- Орлиця — Бібліотека Творів Виборних, Варшава 1925; чергові видання: Польське Видавництво Р. Вегнера, Познань 1928, 1929, 1930, 1932, Норимберга 1948; передрук: Іскри, Варшава 1957
- Широким світом — Варшава 1925
- Тореодор у масці та інші оповіді — Познань 1925
- Збунтовані і переможені — Варшава 1925
- Чорний чарівник: враження від експедиції до Африки — Варшава 1926
- Палаюча Північ — Польське Видавництво, Львів 1926, 1927
- Під смаганням самуму. Подорож Північною Африкою. Алжир і Туніс — Польське Видавництво, Познань 1926, Львів 1927
- Ураган — Варшава 1927
- Невільники сонця: подорож західним шляхом субтропічної Африки — Видавництво Польське Р. Вегнера, Познань 1927, 1928
- Серед Чорних — Львів 1927
- На перехресті доріг: новели і замальовки — Тчев 1928
- П'ять хвилин по півночі — Видавництво Польське Р. Вегнера, Познань 1928
- Під польським флагом — Львів 1928
- Сокіл пустелі — Познань 1928 — на її основі створено фільм Голос пустелі (1932)
- Алий цвіт камелії — Познань 1928
- Ванько з Лісова — Львів 1928
- Життя і пригоди мавпочки — Львів 1928
- Кривавий генерал — Видавництво польське (Р. Вегнер), Познань 1929; передрук: Агенція видавництва «BS», Варшава 1990
- Лісовці: історичний роман — Видавництво польське Р. Вегнера, Познань 1929; передрук: Лібра, Варшава 1990
- Мученний волоцюга — Видавництво польське Р. Вегнера, Познань 1929; передруки: «Слово», Варшава 1986, Агенція видавництва «BS», Варшава 1990
- Через край шайтана — Видавництво польське Р. Вегнера, Познань 1929; передрук: Агенція видавнича «BS», Варшава 1990
- Ленін — Видавництво польське Р. Вегнера, Познань 1930 (3 видання), численні переклади, передруки: Видавництво Альфа, 1990, ISBN 83-7001-354-6, Видавництво Травень, 1990, Видавництво LTW 2011, ISBN 9788375651324
- Малі переможці: пригоди дітей у пустелі Шамо — Львів 1930, Варшава 1991, Гданськ (1991)
- Мільйонер «Y»: роман про хороброго негра-сироту — Варшава [близ. 1930]
- Невідомим шляхом — Видавництво польське Р. Вегнера, Познань 1930
- Чао-Ра — Варшава 1931
- Гаснучі вогні: подорож Палестиною, Сирією, Месопотамією — Видавництво польське Р. Вегнера, Познань 1931
- Трубач цезарський — Місце пястове (1930)
- Загінщик — Львів 1931
- Звіринець — Видавництво польське Р. Вегнера, Познань 1931
- Заблукані кораблі — Краків 1932
- Син Беліри — Варшава 1932
- Далека подорож бочка — Варшава 1932
- День народження Ляльки — Варшава 1932
- Пригоди Юрка в Африці — Варшава 1932
- Слон Бірара — Краків 1932, Варшава 1958 i 1990, а також близ. 2006 як шостий том колекції «Вся Польща читає дітям»
- Стас емігрант — Варшава 1932
- У країні ведмедів — Варшава 1932
- Африка, край і люди — Варшава 1934
- Полісся — Видавництво польське Р. Вегнера, серія Дива Польщі, Познань 1934
- Пожовклий листок — Варшава 1934
- Сильні люди — Львів, Варшава (1935), Вроцлав, Варшава (близ. 1946)
- Вчителька — Познань 1935
- Скарб Андаманських островів — Варшава 1935
- У польських джунглях — Варшава 1935
- Альдо — Видавництво польське Р. Вегнера, Познань 1936
- Баєчки небаєчки — Ченстохова 1936
- Чорношкіра — Видавництво польське Р. Вегнера, Познань 1936
- Дімбо — Видавництво польське Р. Вегнера, Познань 1936
- Дрібнолюдки і інші дива — Ченстохова 1936
- Гжмот — Видавництво польське Р. Вегнера, Познань 1936
- Гуцульщина: Горгани і Чорногора — Видавництво польське Р. Вегнера, Познань, серія Дива Польщі, Познань 1936; передрук Заклад Народний ім. Оссолінських, Вроцлав 1990, ISBN 83-04036-39-8
- Іскри з-під молота — Познань 1936
- Космач — Видавництво польське Р. Вегнера, Познань 1936
- Крачка — Видавництво польське Р. Вегнера, Познань 1936
- Крушіння каміння — Видавництво польське Р. Вегнера, Познань 1936
- Ведмедик і Хіха — Видавництво польське Р. Вегнера, Познань 1936
- Викресаний вогонь — Видавництво польське Р. Вегнера, Познань 1936
- Попелюшка — Видавництво польське Р. Вегнера, Познань 1936
- Польські пущі — Видавництво польське Р. Вегнера, серія Дива Польщі, Познань 1936; Видавництво Терн (Рибітва) Book, Лондон 1953; передрук: Сейненське товариство опіки над пам'ятками, 2008, ISBN 8392274342
- Рудий розбійник — Видавництво польське Р. Вегнера, Познань 1936
- Шимпаншічка — Видавництво польське Р. Вегнера, Познань 1936
- У країні ведмедів — Варшава, 1932 і наступні видання, 1935—1939
- Молоде вино — Варшава 1937
- Острах гір — Варшава 1937
- Шанхай — Видавництво польське Р. Вегнера, Познань 1937
- Біси — Познань 1938
- Підкарпатські орли — Перемишль 1938
- Перстень з крвавником — Краків 1938
- Під штандарами Собеського — Варшава 1938
- Зигзаги — Познань 1938
- Білий капітан — Видавництво польське Р. Вегнера, Познань 1939; передрук Oficyna Cracovia Краків 1990
- Чотири дива Польщі — Варшава 1939
- Карпати і Підкарпаття — Видавництво польське Р. Вегнера, серія Дива Польщі, Познань 1928, 1939; передрук Лібра, ISBN 83-89183-30-7
- Ясноокий ловець — Краків 1946
- Васек і його пес — Познань 1947
- Звершення бурхливого періоду (від вершини до безодні) — Видавництво польське Р. Вегнера, Познань [близ. 1934]
- Цадик бен Берокі — Білосток 1992, ISBN 83-85174-19-2.